# Hydrocina chaetocladia
Hydrocina chaetocladia är en svampart som beskrevs av Scheuer 1991. Hydrocina chaetocladia ingår i släktet Hydrocina, ordningen disksvampar, klassen Leotiomycetes, divisionen sporsäcksvampar och riket svampar.   Inga underarter finns listade i Catalogue of Life.